# Fedor von Bock

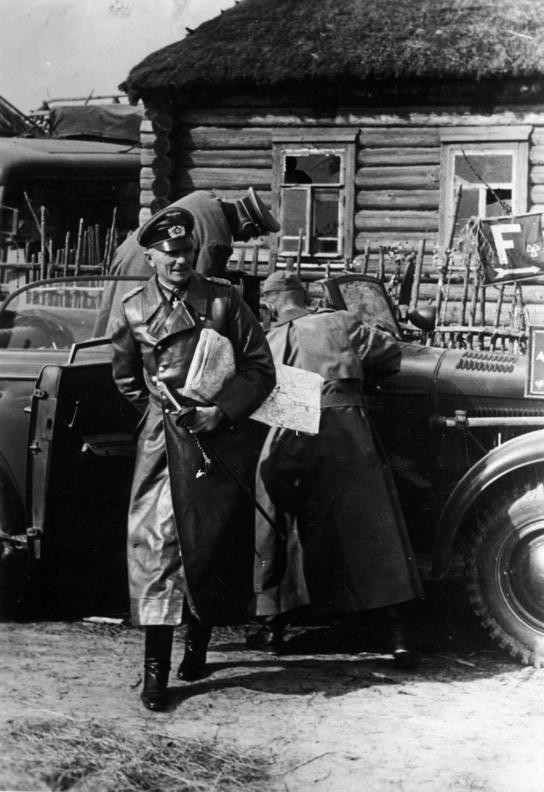
Fedor von Bock na Východní frontě

Moritz Albrecht Franz Friedrich Fedor von Bock (3. prosince 1880, Küstrin, Německé císařství – 4. května 1945, Oldenburg, Velkoněmecká Říše) byl německý polní maršál v období druhé světové války.

## Reichsheer
Fedor von Bock se narodil v rodině generálmajora Moritze Alberta von Bocka, veterána prusko-francouzské války, v braniborském městě Küstrin. Navštěvoval gymnázium v Berlíně a Wiesbadenu. V roce 1888 nastoupil do 7. roty Královské pruské hlavní kadetky Groß-Lichterfelde (dnes čtvrť Berlína) a dosáhl zde výtečných výsledků.
V kadetce obdržel hodnost podpraporčíka a od roku 1898 nastoupil službu jako poručík u 5. gardového pluku v Berlíně. V roce 1904 se stal pobočníkem u praporu a 9. října 1905 se oženil s Mally von Reichenbach, ale už za pět let ovdověl. V roce 1910 se stal, již v hodnosti nadporučíka, plukovním pobočníkem. Během svého působení u 5. pěšího pluku nastoupil v říjnu roku 1903 na půlroční výcvikový kurz na vojenské akademii v Berlíně a po dokončení kurzu, ke konci února následujícího roku, byl jmenován do funkce pomocného lektora na téže škole.
Bez absolvování válečné akademie byl v letech 1910–1912 odvelen do Velkého generálního štábu. V roce 1912 byl povýšen do hodnosti kapitána a poté převelen do gardového sboru generálního štábu. V roce 1913 se stal nejdříve "IIa" a poté "Ia" důstojníkem strážního sboru generálního štábu .
Válka ho zastihla jako důstojníka "Ia" v generálním štábu gardového sboru na západní frontě. Během války vystřídal několik funkcí na různých štábech, zároveň velel, do roku 1916, praporu u 4. pěšího gardového pluku. Na sklonku roku 1916 byl povýšen do hodnosti majora a byl opět převelen na generální štáb. Účastnil se bojů na západě (Namur, Arras, Ypry, Artois) a v Karpatech. Za statečnost v boji během ofenzívy v Pikardii obdržel v roce 1918 velmi ceněné vyznamenání Pour le Mérite.

## Reichswehr
Po první světové válce zůstával v armádě a v listopadu 1918 byl přidělen k velitelství 1. okruhu (1. Wehrkreis) jako důstojník "Ia" generálního štábu. V roce 1920 byl povýšen do hodnosti podplukovníka a jmenován náčelníkem štábu 3. divize v Berlíně. Poté převzal velení nad II. praporem myslivců 4. pěšího pluku v Kolbergu. V roce 1925 byl povýšen na plukovníka, převzal velení 4. pěšího pluku a v listopadu 1926 byl převelen do bojové školy v Döberitzu.
Za zásluhy získal von Bock 1. února 1929 hodnost generálmajora a byl jmenován velitelem 1. jezdecké divize ve Frankfurtu nad Odrou. V roce 1931 byl povýšen na generálporučíka a převzal velení 2. pěší divize a také vojsk ve 2. okruhu. Jako příslušník tradiční pruské aristokracie Hitlerovi zpočátku nedůvěřoval, ale na druhé straně ocenil Hitlerovu snahu o modernizaci a urychlený rozvoj ozbrojených sil.

## Wehrmacht
1. března 1935 byl povýšen na generála pěchoty a o měsíc později se stal velitelem správy pozemního vojska v Drážďanech. Později byl jmenován vrchním velitelem 3. skupinového velitelství. 20. října 1936 se podruhé oženil s Wilhelminou von der Osten.

### Předválečná doba
2. března 1938 se stal velitelem nově vytvořené 8. armády, se kterou 12. března 1938 vpadl do Rakouska a bez odporu je obsadil. 15. března 1938 pověřil Hitler von Bocka velením nad veškerou německou brannou mocí v Rakousku. Tentýž den byl Bock povýšen spolu s Gerdem von Rundstedt do hodnosti generálplukovníka. Začlenění rakouského Bundesheeru do Wehrmachtu bylo ukončeno 1. dubna 1938. Po splnění úkolu se Bock vrátil na své předešlé působiště jako vrchní velitel skupinového velitelství 3 v Drážďanech. Poté, co německé jednotky v rámci mnichovské dohody překročily bývalé československé hranice a zabraly Sudety, převzal von Bock velení nad 2. okruhem.
Přestože nebyl národním socialistou a nesouhlasil s některými metodami používanými v Německu, nevinil z toho Hitlera, nýbrž špičky NSDAP. Po listopadové Křišťálové noci na poradě velitelů údajně vykřikoval, že "to prase Goebbelse" by nejraději pověsil. K otevřenějšímu postoji se nikdy neodhodlal a jeho kritika byla vždy polovičatá. Od nacistů si udržoval jistý přezíravý odstup.

### Polsko
Von Bock se podílel na operačním plánování polského tažení a 26. srpna 1939 se stal velitelem Skupiny armád Sever. Cílem jeho skupiny armád bylo zničit polské síly severně od Visly. Skupina armád Sever byla složena z 3. armády pod velením generála dělostřelectva Georga von Küchler a z 4. armády pod velením generála dělostřelectva Günthera von Kluge. Tyto armády zaútočily z Východního Pruska skrz Gdaňský koridor a geograficky tak připojily Východní Prusko zpět k Říši .

### Tažení na západ
Krátce po dobytí Polska mu bylo svěřeno velení Skupiny armád B. Ta se skládala ze 4. armády, 6. armády a 18. armády čítající dohromady 29½ divize, včetně 3 obrněných divizí. Následně se dal do horečných příprav k útoku na západ. Ten byl několikrát na nátlak generálů odložen. Skupina armád B měla za úkol postupovat skrz Nizozemsko a Belgii podle upraveného Schlieffenova plánu z roku 1914, aby tak na sebe vázaly co největší síly Spojenců. Spojenci se tedy měli stáhnout do Belgie, aby Skupina armád A pod velením generálplukovníka Gerda von Rundstedt mohla provést průlom hustě zalesněnou oblastí Arden a Spojence odříznout.
Po kapitulaci Francie byl von Bock 19. července 1940 povýšen do hodnosti generála polního maršála. Na konci srpna 1940 byla Skupina armád B přesunuta do Východního Pruska a von Bock předal velení nad okupačními vojsky polnímu maršálu Wilhelmu von Leeb. .

### Operace Barbarossa
Skupina armád B byla 1. dubna 1940 přejmenována na Skupinu armád Střed a zahrnovala: 4. a 9. armádu, 2. a 3. tankovou armádu a 2. leteckou skupinu. Hlavním cílem skupiny armád bylo dobytí Moskvy. Zpočátku se držela Napoleonova útoku na Rusko, tedy postup severně od Pripjaťských bažin. Dále pak skrz Minsk a Smolensk, kde vzal do zajetí velké množství mužů, techniky a zásob. Chtěl obsadit Moskvu co nejrychleji, tedy před nástupem zimy. Ve strategických otázkách se velmi rozcházel s OKW a Hitlerem - chtěl postupovat na Moskvu přímo, tedy obcházet města s velkou koncentrací nepřítele (ta měla být později zničena pěchotou). Hitler i přesto trval na ničení sovětských armád hned po obklíčení. Váhavě tedy vydal rozkaz k odložení útoku na Vitebsk ve prospěch obklíčení Minsku.

### Operace Tajfun
9. září 1941 vydalo OKW příkaz k vyhotovení plánu konečného útoku na Moskvu - Operace Tajfun. Von Bock pečlivě dohlížel na plánování a přípravu operace, která byla o několik dní později velením schválena. V rámci příprav byla Skupina armád Střed posílena muži a technikou ze 2. armády a 4. tankové armády. 29. září 1941 na konferenci nejvyšších armádních velitelů von Bock zdůraznil, že je nutné Moskvu dobýt před 7. listopadem, což je výročí Říjnové revoluce. Po zahájení operace narazil na tvrdý odpor 3., 10., 13. a 20. sovětské armády spolu s jednotkami dalších 3 armád. Nicméně skvělá německá taktika a výcvik pomohly překonat beznadějné pokusy Sovětů o odražení útoku. 2. tanková armáda generálplukovníka Heinze Guderiana dobyla důležité železniční uzly u Orla, Brjansku a Vjazmy a obklíčila velké množství sovětských jednotek.
Brzy začal padat mrznoucí déšť a silnice se proměnily v moře bláta - postup pokračoval jen velmi pomalu. Situaci ještě zhoršil stálý nedostatek pohonných hmot, způsobený dlouhými zásobovacími liniemi a také partyzánskou činností. Mírné zlepšení počasí umožnilo von Bockovi uzavřít obklíčení u Brjanska a Vjazmy, kde jim padlo do rukou přibližně 650 000 Sovětů. Čím více se k Moskvě přibližovali, tím více se zhoršovalo počasí a také sílil nepřátelský odpor. Silnice se stávaly neprůjezdné a postup se ještě zpomalil. Teploty rovněž prudce poklesly a většina jednotek ani nedostala zimní výbavu.
6. prosince 1941 teploty poklesly na -26 stupňů Celsia (meteorologické údaje z letiště Chimki u Moskvy) a Sověti zahájili velký protiútok. Ještě předtím malé německé jednotky pronikly na konečnou stanici moskevské tramvajové linky. Nicméně Němci byli nuceni ustupovat, vcelku přibližně o 80 kilometrů. Zastavila je jenom Hitlerova neochota vydávat území bez boje. Tento rozkaz zakazující ústup tak zachránil frontu před zhroucením a bezhlavým úprkem vojsk. Byla vybudována nová obranná linie ve vzdálenosti asi sta kilometrů od Moskvy. 19. prosince byl von Bock pod záminkou zdravotních problémů zbaven velení Skupiny armád Střed a byl nahrazen polním maršálem Güntherem von Kluge. Moskva během této války již nikdy nebyla Němci ohrožena.

### Operace Blau
20. ledna 1942 převzal von Bock vedení Skupiny armád Jih, po zemřelém polním maršálu Walteru von Reichenau. Po odražení sovětské ofenzivy směřující na Charkov zaútočil von Bock v červnu směrem na Stalingrad a kavkazská ropná pole. Jeho skupina armád se skládala z 2. armády (generál jezdectva Maximilian von Weichs), 4. tankové armády (generálplukovník Hermann Hoth) a 6. armády (generálplukovník Friedrich Paulus). Plán počítal se současným útokem na Stalingrad a na Kavkaz. Von Bock proti tomuto postupu důrazně protestoval, protože by se mezi oběma uskupeními rozevřela nebezpečně velká mezera, kterou by mohli Sověti použít k protiúderu, který by tak odřízl armády na Kavkaze.
7. července 1942 rozdělil Hitler Skupinu armád Jih mezi Skupinu armád A (polní maršál Wilhelm List) a Skupinu armád B (polní maršál Fedor von Bock). Hned 13. 7. 1942 byl von Bock poslán do Vůdcovy zálohy a nahrazen generálem jezdectva von Weichsem.

### Závěr vojenské kariéry
Pro své neshody s Hitlerem strávil zbytek války ve Vůdcově záloze a poklidně žil v Bavorsku. Jeho synovec generálmajor Henning von Tresckow byl součástí odboje a podílel se také na atentátu na Hitlera 20. července 1944, který von Bock odsoudil jako zvrhlý čin. Po Hitlerově sebevraždě se dal k dispozici nové vládě velkoadmirála Karla Dönitze.
Ve svých 64 letech zemřel dne 4. května 1945 na následky těžkých zranění, která utrpěl po náletu anglického stíhače na jeho vůz o den dříve v blízkosti městečka Lensahn. Při náletu zemřeli také jeho žena, dcera a řidič. Jedná se tak o jediného polního maršála Třetí Říše, který zemřel v důsledku nepřátelské palby.

## Shrnutí vojenské kariéry

### Data povýšení
- Leutnant - 15. března 1898
- Oberleutnant - 10. září 1908
- Hauptmann - 22. března 1912
- Major - 30. prosince 1916
- Oberstleutnant - 18. prosince 1920
- Oberst - 1. května 1925
- Generalmajor - 1. února 1928
- Generalleutnant - 1. února 1931
- General der Infanterie - 1. března 1935
- Generaloberst - 15. března 1938
- Generalfeldmarschall - 19. července 1940

### Významná vyznamenání
- Rytířský kříž Železného kříže (1. držitel) - 30. září 1939
- Pour le Mérite - 1. dubna 1918
- Rytíř Královského hohenzollernského domácího řádu s meči (Prusko) - 25. října 1916
- Železný kříž II. třídy (Prusko) - 18. září 1914
- Železný kříž, I. třídy, 30. října 1914
- Spona k Železnému kříži II. třídy - 22. září 1939
- Spona k Železnému kříži I. třídy - 22. září 1939
- Řád koruny IV. třídy (Prusko) - 13. září 1911
- Řád železné koruny III. třídy (Rakousko) - 9. února 1917
- Vojenský záslužný kříž III. třídy (Rakousko) - 24. června 1916
- Rytíř Řádu württemberské koruny s meči - 25. ledna 1918
- Rytíř I. třídy Řádu zähringenského lva s meči-(Bádensko) 10. ledna 1918
- Vojenský záslužný kříž II. třídy (Meklenbursko-Zvěřínsko) - 3. srpna 1917
- Kříž cti - 14. prosince 1934
- Sudetská pamětní medaile - ?
- Medaile za Anschluss - 21. listopadu 1938
- |  |  |  Služební vyznamenání Wehrmachtu od IV. do I. třídy - 2. října 1936
- |  |  Řád Michala Chrabrého I. až III. třídy (Rumunsko) - 29. července 1942
- Komandérský kříž Vojenského záslužného řádu (Bulharsko) - 2. srpna 1918
- Knížecí hohenzollernský čestný kříž III. třídy s meči - říjen 1914
- Královský služební kříž (Prusko) - březen 1920
- Hamburský hanzovní kříž 19. září 1917
- Brémský hanzovní kříž 30. ledna 1918
- Řád slezské orlice II. a I. třídy, 15. dubna 1921
- velkokříž Řádu italské koruny(Itálie) 27. srpna 1940
- Velkokříž Záslužného řádu s meči (Maďarsko) 27. listopadu 1942
- Řád jugoslávské koruny (Jugoslávie) 1. června 1939
- Zmíněn ve Wehrmachtbericht - 7. srpen, 1941; 19. září, 1941; 18. říjen, 1941; 30. května 1942